# 小行星1656
小行星1656（1656 Suomi）是一颗围绕太阳公转的小行星。1942年3月11日，爾約·維薩拉在图尔库发现了此天体。
該小行星以芬蘭的芬蘭語命名。
这颗小行星的绝对星等为287.47456等。